# هریهورئی دمیترنکو
هریهورئی دمیترنکو (اوکراینی: Григорій Миколайович Дмитренко؛ ۱ july ۱۹۴۵ (۷۹ سال) – ) اهل اوکراین بود.
وی در مسابقات کشوری و بین‌المللی در مجموع برندهٔ ۱ مدال نقره، ۲ مدال برنز شده‌است.